# Andreas Heinemann
Pour les articles homonymes, voir Heinemann.
Andreas Heinemann, né le 23 juin 1962 à Neuss (Allemagne), est un juriste et économiste allemand et suisse. Il est professeur de droit à l'Université de Zurich. Depuis 2018, il préside la Commission de la concurrence suisse.

## Biographie

### Formation
Andreas Heinemann est né le 23 juin 1962 à Neuss (près de Düsseldorf),. Il fait ses études de droit à Bonn, Hagen, Genève (pendant un an). Il obtient un diplôme supérieur de droit comparé à Strasbourg) et Munich et, en 1990-1991, un diplôme international d'administration publique (DIAP) de l'Institut international d'administration publique (depuis intégré à l'École nationale d'administration),,. Il passe les examens pour devenir avocat à Berlin. Il soutient en 1995 à l'université de Munich une thèse de doctorat en droit sur les limites de monopoles d'État dans le contexte des traités CE, pour laquelle il reçoit un prix (de) du ministère bavarois de la culture. Il obtient son habilitation à l'université de Munich en 2000.
D'origine allemande, il est également naturalisé suisse,.

### Carrière académique
Andreas Heinemann est assistant à Institut de droit international de l'université de Munich de 1993 à 2000 (entre autres pour l'Institut Max-Planck de propriété intellectuelle et droit de la concurrence). Il devient par la suite professeur remplaçant de droit à l'université de Munich et de Iéna entre 2000 et 2001. En 2001, il est nommé professeur à l'université de Lausanne,, où il enseigne la langue juridique allemande et de droit privé allemand. Tout en maintenant un mandat d'enseignement à Lausanne, il enseigne depuis 2007 le droit économique et européen à l'Université de Zurich,.
Considéré comme un expert en droit économique européen, suisse et international, son domaine de compétence est le droit des cartels et de la propriété intellectuelle. Il est impliqué dans l'évaluation de la loi suisse sur les cartels dans les années 2000.

### Nomination à la Commission de la concurrence
Andreas Heinemann est membre de la Commission de la concurrence depuis 2011. En novembre 2017, le Conseil fédéral le nomme à la présidence de la Commission de la concurrence, succédant en janvier 2018 à Vincent Martenet,. Comme son prédécesseur, il conserve ses mandats d'enseignement à Lausanne et Zurich en parallèle de sa présidence. En cette qualité, il est surnommé le « policier de la concurrence » par le Tages-Anzeiger. Certains de ses critiques lui reprochent d'être trop pro-européen dans l'application du droit de la concurrence, dans la mesure où il émet des décisions systématiquement conforme au droit européen ; Heinemann se justifie en affirmant ne suivre que la jurisprudence du Tribunal fédéral. Selon ses propres dires à la Weltwoche, l'École de Fribourg, et en particulier Walter Eucken et Franz Böhm, contribuent à former sa vision en économie politique.